# Virginia Slims of Sarasota 1975
Il Virginia Slims of Sarasota 1975 è stato un torneo di tennis giocato sul sintetico indoor, che fa parte del Virginia Slims Circuit 1975. Si è giocato a Sarasota negli USA, dal 13 al 18 gennaio 1975.

## Campionesse

### Singolare
Billie Jean King ha battuto in finale  Chris Evert con il punteggio di 6–2, 6–3

### Doppio
Chris Evert /  Billie Jean King hanno battuto in finale  Betty Stöve /  Virginia Wade con il punteggio di 6–4, 6–2